# Филмът
Филмът е първа видео компилация на българския поп-рок дует Дони и Момчил, издадена през 1995 година, от Union Media Records - продуцент и издател на български поп-рок музиканти. Филм за кариерата на дуета в периода 1993-1995. Включва клипове на песните „Малкият принц“, „Дива роза“, „Ближи си сладоледа“ и др.

## Изпълнители
- Добрин Векилов – вокал, музика
- Момчил Колев – музика, аранжимент